# Pottawattamie megye
Pottawattamie megye az Amerikai Egyesült Államokban, azon belül Iowa államban található. Megyeszékhelye és legnagyobb városa Council Bluffs. Lakosainak száma 93 667 fő (2020. április 1.). Pottawattamie megye Harrison, Mills, Shelby, Cass, Montgomery, Sarpy, Douglas és Washington megyékkel határos.

## Népesség
A megye népességének változása:
| Lakosok száma | 93 398 | 93 474 | 92 817 | 92 728 | 93 671 | 93 667 |
|               | 2010   | 2011   | 2012   | 2013   | 2015   | 2020   |